# قطعنامه ۱۰۱۰ شورای امنیت
قطعنامه ۱۰۱۰ شورای امنیت سازمان ملل متحد که در تاریخ ۱۰ اوت ۱۹۹۵ تصویب شد، سندی بین‌المللی دربارهٔ بوسنی و هرزگوین است. این قطعنامه طی نشست ۳۵۶۴ام با ۱۵ رای موافق، ۰ مخالف و ۰ ممتنع تصویب شد.